# Tamlyn Tomita
Pour les articles homonymes, voir Tomita.
Tamlyn Naomi Tomita née le 27 janvier 1966 à Okinawa, est une actrice nippo-américaine qui est apparue dans de nombreux films hollywoodiens et séries télévisées.

## Biographie
Tamlyn Tomita fait partie des 55 grands électeurs californiens à avoir accordé leur vote à Joe Biden lors de l'élection présidentielle américaine de 2020.

## Filmographie

### Cinéma
- 1986 : Karaté Kid : Le Moment de vérité 2 de John G. Avildsen : Kumiko
- 1987 : Hawaiian Dream : Karren Saito
- 1988 : Hiroshima Maiden
- 1990 : Poudre jaune  (Vietnam, Texas) de Robert Ginty : Lan
- 1990 : Bienvenue au Paradis d'Alan Parker : Lily Yuriko Kawamura / McGann
- 1993 : Le Club de la chance de Wayne Wang : Waverly Jong
- 1994 : Picture Bride : Kana
- 1995 : Requiem : Fong
- 1995 : Groom Service : une femme
- 1997 : The Killing Jar : Diane Sanford
- 1997 : Touch
- 1997 : Hundred Percent : Thaise
- 1998 : Soundman : La femme de Butch
- 1999 : Life Tastes Good : Julie Sado
- 1999 : The Last Man on Planet Earth
- 2003 : Robot Stories de Greg Pak : Marcia
- 2004 : Le Jour d'après de Roland Emmerich : Janet Tokada
- 2005 : True Love & Mimosa Tea : Rebecca Nakasone
- 2005 : Gaijin 2 - Ama-me como sou de Tizuka Yamasaki : Maria Yamashita Salinas
- 2006 : L'Honneur des guerriers de Lane Nishikawa : Mary Takata
- 2006 : Peace : Sandy Sakai
- 2006 : My Life... Disoriented
- 2008 : The Eye de David Moreau et Xavier Palud : Mrs Cheung
- 2008 : Finding Madison : Beth
- 2009 : The Mikado Project : Viola
- 2009 : Tekken de Dwight H. Little : Jun Kazama
- 2009 : Why Am I Doing This?

### Séries Télévisées
- 1988:  Santa Barbara : Ming li
- 1992 : Code Quantum : Tamlyn Matsuda, dans l'épisode Temptation Eyes.
- 1992 : Raven : Kim Tanaka dans le pilote.
- 1993 : Babylon 5 : commandant Laurel Takashima pour le pilote Babylon 5: The Gathering.
- 1994 : Highlander : Midori Koto dans la saison 3, épisode 1 The Samurai.
- 1997 : The Sentinel : Suzanne Tamaki, chef de la sécurité du Campus (saison 2, episode 18 Le Petit génie (Smart Alec)
- 1996-1997 : Burning Zone : Menace imminente (The Burning Zone) :  Dr Kimberly Shiroma
- 1999 : Will et Grace : Naomi (Saison 2, épisode 3)
- 2001 : Preuve à l'appui :  docteur Grace Yakura
- 2002-2003 : 24 heures chrono : Jenny, attachée de presse du President David Palmer.
- 2002-2003 : JAG : Capitaine de Corvette Tracy Manetti.
- 2006 : Commander in Chief : Randy, une interprète japonaise pour le Président Mackenzie Allen dans l'épisode No Nukes is Good Nukes
- 2006 : Stargate SG-1 : Shen Xiaoyi dans la saison 9, épisodes The Scourge et Crusade[2].
- 2006 : Stargate Atlantis : Shen Xiaoyi (saison 3, épisode 1)[2].
- 2006 : Eureka : Kim Anderson dans les épisodes Before I Forget, Once in a Lifetime, Phoenix Rising, Ship Happens et Shower the People.
- 2008 : Hôpital central : Giselle, éditeur en chef du magazine Couture.
- 2008 et 2009 : Heroes : Ishi Nakamura dans les épisodes Our Father et Pass/Fail.
- 2008 : Stargate Atlantis : Shen Xiaoyi (saison 5 "Épisode 15[2]").
- 2008 : Monk : Eileen Hill
- 2009 : Mentalist (The Mentalist) : Lauri Medina (Saison 1, épisode 16)
- 2009 : Esprits criminels (Criminal Minds) : Dr Linda Kimura (Saison 4, épisode 24)
- 2009 : Les Experts : Miami (CSI: Miami) : Dr Sarah Fordham (Saison 7, épisode 25)
- 2009 : Private Practice, dans l'Épisode Strange Bedfellows
- 2010 : Los Angeles, police judiciaire (Law & Order: Los Angeles), rôle récurrent en tant qu'examinatrice médical
- 2011 : Glee : la mère de Mike Chang, (Saison 3, Épisode 3)
- 2012 : Touch : Kazuko Osugi (Saison 1, Épisode 11 "Gyre, Part 1")
- 2012 : Championne à tout prix : Docteur Leem (saison 3, épisode 6)
- 2013 : Bones : Dr Alice Crawford (Saison 8 Épisode 14)
- 2014-2017 :  Teen Wolf : Noshiko Yukimura, la mère de Kira (saisons 3 à 5, invitée saison 6)
- 2014 : NCIS : Los Angeles : Shana Rollins, agent spécial
- 2015 : Zoo : Minako Oz
- 2016 : Berlin Station : Sandra Abe
- 2017 : Good Doctor : Allegra Aoki (saisons 1 et 2 - invitée saison 3)
- 2018 : Le Maître du Haut Château : Tamiko Watanabe[3]
- 2020 : Star Trek: Picard : Commodore Oh
- 2021 : Cobra Kai : Kumiko
- 2024 : Avatar : le Dernier Maître de l'Air : Yukari

## Divers
- 2002 : 007: Nightfire, Kiko Hayashi

Sabeline Amaury : voix française dans les séries, Law & Order LA, Teen Wolf, NCIS LA et How to get Away with Murder,